# Kabbur, Haveri
Kabbur là một làng thuộc tehsil Haveri, huyện Haveri, bang Karnataka, Ấn Độ.